# طارق مدكور
طارق مدكور من مواليد القاهرة في (22 مايو 1967)، وهو موزع موسيقي وملحن ومنتج فني ومهندس صوت مصري، يعتبر من أهم الموزعين الموسيقين في مصر والوطن العربي، يملك استوديو موسيقي على أحدث طراز، له عدة تعاونات مع الكثير من الفنانين العرب منهم على سبيل المثال محمد منير وعمرو دياب والشاب مامي ومحمد فؤاد ومصطفى قمر وسميرة سعيد وهشام عباس ونانسي عجرم وعامر منيب، وقد اكتشف العديد من الفنانين وساهم في صناعتهم مثل محمد حماقي حيث قدمه للجمهور في ألبومه الأول خلينا نعيش عام 2003.

## بدايته مع الموسيقى
بدأ حب طارق للموسيقى في سن مبكرة جداً حيث كان في الخامسة من عمره عندما قدم له والده هدية كانت عبارة عن أورج صغير، وعندما التحق بالصف الأول الابتدائي اشترك في النشاط الموسيقي بالمدرسة وتعلم العزف على البيانو والأكورديون وظلت هذه هي هوايته الوحيدة، وعندما وصل إلي المرحلة الثانوية قام بتكوين فرقة مع أصدقائه كانت تحمل اسم "The Hummers" ومن بعدها شارك في فرقة "Les Petits chats" وهي فرقة عريقة إشتهرت بتقديم الأغاني الغربية وكان من أبرز أعضائها عمر خيرت وعزت أبو عوف وهاني شنودة وصادق قليني وغيرهم.

## حياته الفنية
بدأ مشواره الفني في مرحلة ثمانينات القرن العشرين عن طريق أستاذه ومكتشفه فتحي سلامة وهو أيضاً موزع موسيقي وملحن ومنتج فني كبير وهو أول موزع مصري يحصد جائزة غرامي، حيث قدم مدكور من خلال أغنيتان في الألبوم الثاني للمغني الصاعد آنذاك عمرو دياب غني من قلبك - 1984. وكانت هذه الأغاني هي (إيش حال الشجرة) وأغنية (يا ليلة) وهي أغنية من تلحينه أيضاً، وظل يعمل بعدها بسنوات بشكل تقليدي إلي أن أَتَتِ له الفرصة الحقيقة مع محمد منير من خلال ألبوم الشيكولاتة - 1989 حيث قدم فيه أغنيتان (مش جرئ) و (العمارا) وأيضاً بعد ذلك من خلال ألبوم يا إسكندرية - 1990 والذي كان نقطة انطلاق له حيث قدم من خلاله خمس أغنيات (المريلة الكحلي) و (يا إسكندرية) و (ألف لأ) و (بلح أبريم) و (قمر صيفي) وكان أول ألبوم بتوقيع طارق مدكور يحصد نجاح جماهيري ونقدي وكان من الذين وجهوا نقد إيجابي لهذا الألبوم الفنان الكبير عمار الشريعي حيث أبدى إعجابه بهذا العمل وبالموزع الجديد آنذاك طارق مدكور، ومن بعدها إنطلق في ألبومات عديدة في التسعينات منها على سبيل المثال «إسألي» و«مشينا» و«أمريكا شيكا بيكا» مع محمد فؤاد و«هتعرفينى» مع علاء عبد الخالق و«سوسنة» مع فارس و«بتعود» مع منى عبد الغني وياعمرنا وراجعين مع عمرو دياب «استناه» مع حنان وغيرها من الأعمال المتميزة في هذة الفترة، إلي ان قام بعمل نقلة في أسلوب تنفيذ الألبوم الغنائي في مصر والوطن العربي عن طريق ألبومات قمرين وتملي معاك لعمرو دياب حيث أصبحت الالبومات الغنائية من بعدها تميل إلي التنويع في الأشكال الموسيقية بعد ان ظلت لفترة طويلة تعتمد على قالب موسيقي واحد وهو المقسوم والذي تطور مع تقديمه بجانب الأشكال الموسيقية الأخرى حيث قدمه مدكور بشكل عصري آنذاك، قدم بعد ذلك ألبوم أنا أكتر واحد بيحبك مع عمرو دياب والذي تميز فيه بمزج الموسيقى عربية مع نظيرتها الغربية في قالب واحد مثل أغنية حبيبي ولا علي باله، وفي عام 2003 قدم النجم محمد حماقي من خلال البوم (خلينا نعيش) والذي حقق نجاحاً كبيراً في ذلك الوقت ومن بعدها قدم معه أغنية منفردة (يا انا يا أنت) وانقطع التعاون الفني بينهم إلي ان جاء عام 2015 بعد غياب عشر سنين بين مدكور وحماقى، في أغنية (عمره ما يغيب).
كلمات خالد تاج الدين وألحان عمرو مصطفى؛ كما ساهم طارق في مشوار نانسي عجرم بشكل كبير منذ أول تعاون بينهم عام 2004 في ألبوم (آه ونص) ومن بعدها ألبومات (اطبطب وادلع) و (بتفكر في ايه) و (نانسي 7) و (نانسي 8) كما قدم أغنية دعائية لكأس العالم عام 2010 بالمشاركة مع ويل.آي.أم وكينان.

## صناعة النجوم
يرى مدكور ان صناعة النجم لابد أن تعتمد على بناء الشخصية الفنية للفنان أولاً، لا أن نقوم بعمل مجموعة من الأغنيات لينجح بها هذا المغني موسم واحد فقط وبعد ذلك يختفي مثلما حدث مع الكثير، بمعنى انه يسعى لصناعة نجم قادر على النجاح لا ان يصنع ألبوم ناجح فقط، لذلك هو يحرص دائماً على بناء الشخصية الفنية للنجم وهو ما حدث مع محمد حماقي فبالرغم من النجاح الساحق الذي حققه مع مدكور في أول مشواره إلا أنه أستطاع ان ينجح بدونه بعد ذلك وهو ما كان لطارق مدكور مصدر فخر.
قدم ايضاً بعيداً عن الغناء مواهب في مجالات فنية آخرى مثل:
1. أيمن بهجت قمر (شاعر)
2. عماد قاسم (مصور فوتوغرافيا)
3. مصطفى أصلان (عازف جيتار)
4. ميدو شعبان (مخرج)

## الإنتاج الفني (التوزيع الموسيقي)
في الغرب دائماً عندما يتم ذكر اسم الموزع الموسيقي في الأغنية يكتب هكذا Music Producer وهو ما يفعله مدكور دائماً عند كتابة إسمه بعكس باقي الموزعين يكتبوا Arranger وعندما سُئل مدكور عن الفرق قال «التسمية الصحيحة لمن يقوم بعمل الموسيقى في الأغنية هي المنتج الفني أو المنتج الموسيقي وترجمتها الحرفية في اللغة الإنجليزية هي Music Producer اما Arranger هي معناها شخص يقوم بتنظيم الموسيقى داخل الأغنية أو يقوم بكتابة نوتة أو عمل شئ واحد في الأغنية فقط وهذا ما لا افعله، فأنا أقوم باختيار الأغاني وكلماتها واطلب تعديلات عليها من الشاعر وكذلك اختار اللحن واطلب تعديلات من الملحن عليه إلي ان أرضى تماماً بعدها أقوم بتنفيذ الموسيقى وتسجيلها وتسجيل صوت المغني عليها وهندسة صوته وتنفيذ الديجيتال ماستر، وأحياناً أقوم بالاشراف على أغاني ووضع الرؤى الفنية لألبومات ليست من توزيعي وأحياناً أختار من يغني الأغنية وأقوم بتقديم أصوات جديدة وصناعة نجوم لهذا أنا اعتبر نفسي منتج منفذ للعمل الفني ولست موزع فحسب».

## هندسة الصوت
طارق مدكور في الأصل موزع موسيقي وعازف محترف ولكن لأنه لا يقبل بأن يظهر عمله الفني بمستوى أقل مما يريد فقرر هنا ان يدرس علم هندسة الصوت وأن يقوم بتنفيذ هندسة الصوت والديجيتال ماستر في أغانيه بنفسه، وهو ما حدث منذ منتصف التعسينات بالفعل حيث قام بهندسة الصوت للعديد من أغانيه وتنفيذ الديجيتال ماستر للكثير من الالبومات في ذلك الوقت منها ألبومات لم يشارك بالتوزيع الموسيقى فيها مثل (محمد فؤاد «حيران» - عمرو دياب «ويلوموني» و«نور العين» و«عودوني»)، كما قام بعمل هندسة الصوت في أغاني ليست من توزيعه مثل (محمد حماقي - «أجيال بتسلم بعض» و«الغالي ناسيني»)، حتى أصبح طارق مدكور بجانب أنه من أفضل الموزعين الموسيقين المصريين والعرب أصبح ايضاً واحدا من أفضل مهندسي الصوت في الوطن العربي فهو شغوف ومحب للتعلم والدراسة ويشاركه في ذلك مهندس الصوت المصري «محمد صقر».
طارق مدكور أيضاً ساهم في تغيير إسلوب التسجيل في استديوهات الصوت فهو أول مهندس صوت عربي يسجل أغانيه على السوفتوير الشهير Pro Tools في ألبوم أنا أكتر واحد بيحبك لعمرو دياب ومن بعدها قام جميع مهندسي الصوت في مصر والوطن العربي باتباع خطواته.

## التلحين
يقول دائماً انا لست ملحناً بل أنا موزع يهوى التلحين أحياناً وهو ما حدث في عدد من الأعمال عبر تاريخه ومنها:
1. عمرو دياب - يا ليلة
2. صادق قليني - همس المزمار
3. هشام عباس وعالية - سهارى
4. تتر مسلسل وأنت عامل ايه
5. علاء عبد الخالق - وأنت عامل ايه
6. حنان - استناه
7. محمد حماقي - بتضحك
8. محمد حماقي - ياللي غايب
9. محمد حماقي - ليه لأ
10. نانسي عجرم - آه ونص
11. إيهاب توفيق - عامل عملة
12. طارق عبد الحليم - راح وجه
13. نانسي عجرم - أطبطب وادلع
14. شادي حمزة ويسرا الجندي - خلي بكرا أحلى
15. رولا رزق - بكرا محتاجلك

## جوائز وتكريمات
1. أسطوانة بلاتينية عن البوم ياعمرنا مع عمرو دياب - 1993.
2. أفضل موزع موسيقى عن البوم تملي معاك - 2000.
3. جوائز الموسيقى العالمية عن البوم أكتر واحد بيحبك مع عمرو دياب - 2002.
4. أفضل موزع موسيقى في استفتاء العام على إذاعة نجوم أف ام - 2003.
5. جوائز الموسيقى العالمية عن أغانيه في البوم يوم ورا يوم مع سميرة سعيد- 2003.
6. درع التميز عن مجمل أعماله في تكريم مجلة حريتي - 2007.
7. جوائز الموسيقى العالمية عن أغانيه في البوم بتفكر في ايه مع نانسي عجرم- 2008.
8. (أحسن موزع موسيقى) عام 2008 في Middle East Music Awards.
9. (تكريم عن مجمل أعماله) عام 2010 في Nogoom FM Music Award.

## وصلات خارجية
- طارق مدكور على موقع الدهليز
- طارق مدكور على موقع قاعدة بيانات الأفلام العربية
- طارق مدكور على موقع ميوزك برينز (الإنجليزية)